# 왕십리감리교회
왕십리감리교회(往十里監理敎會. 현 꽃재감리교회) 또는 왕십리교회는 대한민국의 감리교 교회이다. 서울 성동구 마장로 164 (하왕십리동 722번지)에 있다.
대한제국 말기인 1905년에 설립된 교회이다. 꽃재 언덕에 세워졌다 하여 신자들은 꽃재교회라고 불러왔다. 꽃재선교유치원이나 꽃재평생교육원 등 부설 기관에 꽃재라는 이름이 남아 있다. 선교 회보의 제명도 《꽃재》이다.
이화학당 부설 왕십리여학교를 운영하는 등 이 지역의 신교육에서 큰 역할을 담당했다. 3·1 운동 때 민족대표 33인으로 참가한 이필주가 담임전도사와 담임목사를 지냈다. 이동욱과 이규갑도 이 교회의 담임목사를 거쳐간 감리교단의 유명 목회자들이다.
현재 담임목사는 김성복 목사이다.
신앙 지표는 "뜨거운 신앙, 밝은 삶"이다.

## 연혁
- 1905년 : 봄부터 최석훈 가정을 포함하여 일곱 가정의 자생적인 신앙공동체가 꽃재의 심판서 댁 사랑채에 모여 예배를 드림
- 1908년 : 초대 담임전도사로 김인권 전도사를 모심
- 1911년 : 예배당 준공-벙커 선교사의 주선으로 벽돌예배당이 세워지다.
- 1912년 : 이화학당 부설 왕십리여학교 개교
- 1927년 : 왕십리여자학원 (야학) 개설
- 1956년 : 스미스기념 예배당 준공
- 1984년 : 자양제일교회 개척
- 1989년 : 수양관 준공
- 1993년 : 사회교육관 준공
- 1995년 : 꽃재선교유치원 개원
- 2014년 : 꽃재감리교회로 개명

## 참고자료
- 꽃재교회-교회역사 보관됨 2017-10-07 - 웨이백 머신